# Une hirondelle a fait le printemps
Une hirondelle a fait le printemps is een Franse film van Christian Carion die werd uitgebracht in 2001.

## Samenvatting
Sandrine, een jonge vrouw van dertig, heeft genoeg van de grootstad Parijs waar ze werkzaam is als informaticus. Ze is de stress beu die haar veeleisende job met zich meebrengt. Als kind droomde ze al van het boerenleven en nu is ze vastbesloten om een landbouwbestaan te leiden. 
Haar oog valt op een afgelegen hoeve in de Vercors die Adrien, een oude landbouwer, uit geldnood te koop aanbiedt. Sandrine neemt zijn boerderij over. Ze zet de geitenkwekerij verder, ze laat verbouwingswerken aan de oude schuur uitvoeren met het oog op enkele gastenkamers. Ze start eveneens een website op om haar producten te promoten en te verkopen en om mensen te vinden die op de boerderij willen verblijven. Maar ze staat er wel helemaal alleen voor. 
Adrien, die in de buurt is blijven wonen, ziet argwanend toe hoe Sandrine 'zijn' hoeve herinricht. Aanvankelijk is hij niet geneigd haar te ondersteunen met zijn ervaring en zijn kennis.

## Rolverdeling
- Michel Serrault: Adrien
- Mathilde Seigner: Sandrine Dumez
- Jean-Paul Roussillon: Jean
- Frédéric Pierrot: Gérard
- Marc Berman: Stéphane
- Françoise Bette: de moeder van Sandrine
- Christophe Rossignon: de uitbater
- Roland Chalosse: de barman
- Achiles Francisco Varas dell'Aquila: Barfly
- Henri Pasquale, Paul Courat, Bernard Gerland en Ramon Bertrand: kaartspelers
- Grazziela Horens: meisje met het donker haar
- Vincent Borei: jongen met het donker haar
- Nathalie Villard: meisje met het licht haar
- Joel Paparella: jongen met het licht haar
- Stephanie Ittel: onderwijzeres
- Noël Martin: pastoor